# 破六韓姓
破六韓姓，為漢字複姓，匈奴族姓氏。匈奴右谷蠡王潘六奚投靠曹魏，死後子孫以潘六奚為氏，後人作破六韓。

## 各種寫法
- 源頭寫法：潘六奚
- 常用寫法：破六韓
- 其他寫法：破落汗、破六汗、步六汗
- 漢化姓氏：韓

## 破六韓姓名人
- 破六韓拔陵：北魏六镇之乱的領導人物。
- 破六韓孔雀：破六韓拔陵手下大將，在六鎮起義失敗後投降北魏。
- 破六韓常：破六韓孔雀之子，高歡的起義輔臣，《北齊書》有傳。

## 延伸阅读
Module:Wikisource_further_reading第46行Lua错误：attempt to concatenate local 'id' (a nil value)
- 《北齊書．破六韓常傳》